# Nikola Grbić

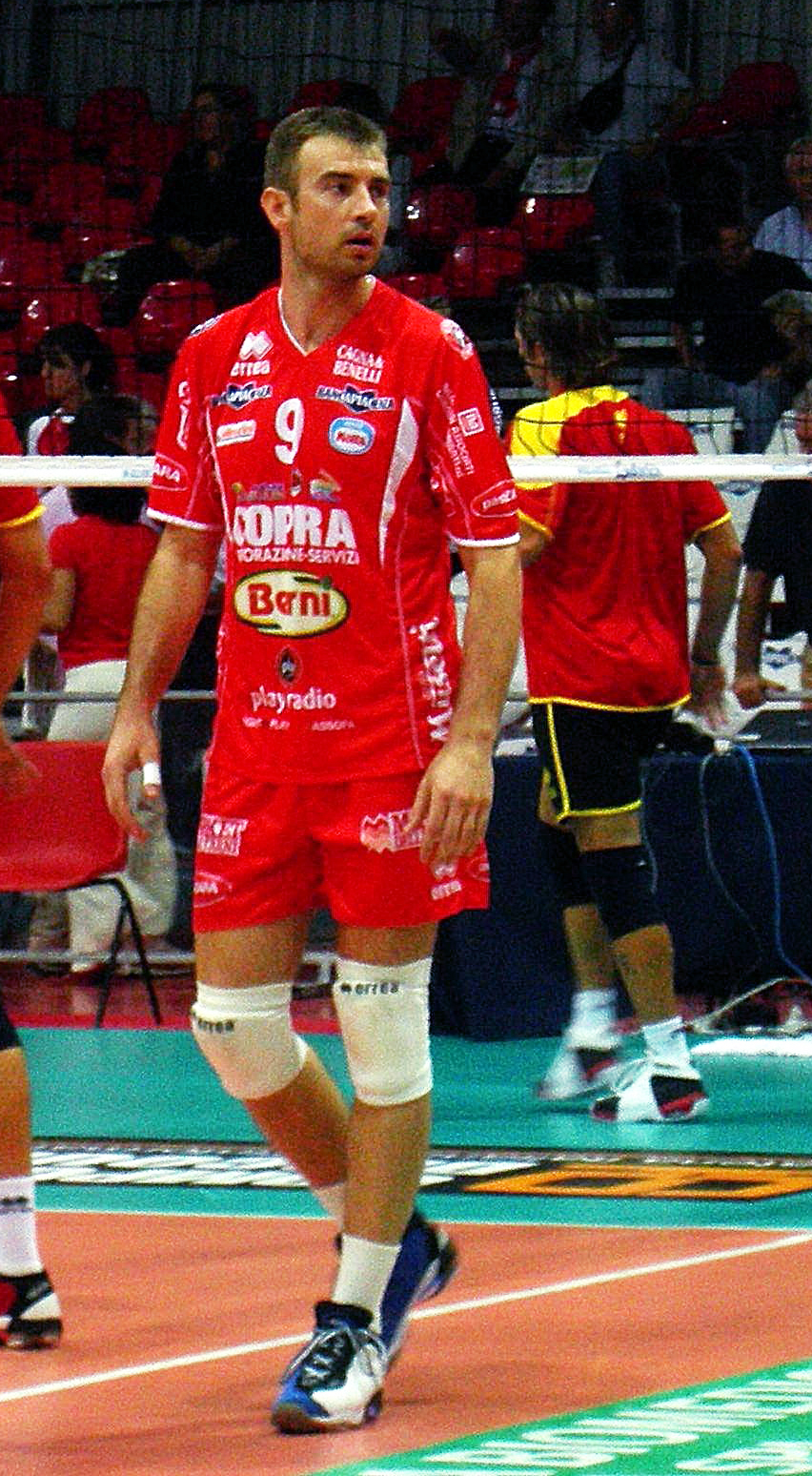
Nikola Grbić (2008)

Nikola Grbić (serbisch-kyrillisch Никола Грбић; * 6. September 1973 in Zrenjanin, Vojvodina, Jugoslawien) (1,94 m) ist ein ehemaliger serbischer Volleyballspieler.

## Karriere
Er spielte lange Jahre in der jugoslawischen, nach der Trennung in der serbisch-montenegrinischen und zuletzt in der rein serbischen Nationalmannschaft. Nikola Grbic war Zuspieler und galt hierbei als einer der besten weltweit. Ein interessanter Aspekt bei dieser Wertung ist die Tatsache, dass sein älterer Bruder Vladimir Grbić ebenfalls zu den besten Spielern der Welt zählte, nämlich auf der Position Annahme/Außenangriff.
Nikolas größte Stärke war die Unvorhersehbarkeit seines Spiels und die Präzision und die Schnelligkeit seiner Pässe. Daneben galt er als hervorragender Aufschläger mit großem Variantenreichtum und als sehr guter Blockspieler.

## Nationale Erfolge
- 2006: Top Teams Cup
- 2000: Italian Cup A1
- 2000: Champions Cup
- 1999: European Supercup
- 1999: Italian Cup A1
- 1998: Cup’s Winner Cup
- 1997: European Supercup
- 1996: Italian Championship A2

## Internationale Erfolge
- Bronze – Olympia Atlanta (1996)
- Silber – EM in Holland (1997)
- Silber – WM (1998)
- Gold – Olympia Sydney (2000)
- Gold – EM Tschechien (2001)

## Vereine
- 2009–2010: Piemonte Volley
- 2007–2009: Trentino Volley
- 2005–2007: Copra Berni Piacenza
- 2004–2005: Copra Piacenza
- 2003–2004: Copra Asystel Ventaglio Piacenza
- 2000–2003: Asystel Volley Mailand
- 1999–2000: Sisley Treviso
- 1998–1999: TNT Alpitour Cuneo
- 1997–1998: Alpitour Traco Cuneo
- 1996–1997: Gabeca Fad Montichiari
- 1995–1996: TNT Traco Catania
- 1994–1995: Gabeca Galatron Montichiari
- 1993–1995: OK Vojvodina Novi Sad
- 1987–1990: Gik Banat